# THE GUNDAM BASE
THE GUNDAM BASE（ガンダムベース）は、BANDAI SPIRITSホビーディビジョンが運営するガンプラを主体とした総合施設。公式サイトには「ガンプラのすべてがここにある― 公式ガンプラ総合施設"ガンダムベース"」と謳われている。

## 概要
一般流通、ガンダムベース限定やイベント限定といったガンプラの展示・販売の他、店舗によっては制作スペースやガンプラ製造工程の展示なども行われている。

### 来歴
- 2003年、ガンプラをメイン商材とする直営店「GUNDAM BASE.Side1」がソウルの龍山にオープン[1]。
- 2005年、台湾の台北で「GUNDAM BASE TAIWAN 1號店」がオープン[2]。
- 2017年、日本でTHE GUNDAM BASE TOKYOがオープン。

## 店舗
店舗名、住所は公式サイトの表記に準ずる。

### 日本
THE GUNDAM BASE TOKYO(ガンダムベース東京)
東京都江東区青海1-1-10 ダイバーシティ東京 プラザ7F
THE GUNDAM BASE TOKYO ANNEX(ガンダムベース東京アネックス)
東京都江東区青梅1-1-10 ダイバーシティ東京 プラザ2F
THE GUNDAM BASE FUKUOKA(ガンダムベース福岡)
福岡県福岡市博多区住吉1‐2 キャナルシティ博多サウスビル1階
THE GUNDAM BASE SATELLITE NAGOYA(ガンダムベースサテライト名古屋)
愛知県名古屋市東区矢田南4-102-3 イオンモールナゴヤドーム前 3階 namcoイオンモールナゴヤドーム前店内
運営：バンダイナムコアミューズメント
THE GUNDAM BASE SATELLITE KYOTO(ガンダムベースサテライト京都)
京都府京都市南区西九条鳥居口町1 イオンモールKYOTO Sakura館4階 namcoイオンモールKYOTO店内
運営：バンダイナムコアミューズメント
THE GUNDAM BASE SATELLITE SENDAI(ガンダムベースサテライト仙台)
宮城県仙台市青葉区中央1-2-3 仙台PARCO本館 7F
運営：バンダイナムコアミューズメント
THE GUNDAM BASE ANNEX in NEW CHITOSE AIRPORT(ガンダムベースアネックス新千歳空港)
北海道千歳市美々 新千歳空港 国内線旅客ターミナルビル 4階
運営：株式会社BANDAI SPIRITS
2025年3月29日 Open予定
THE GUNDAM BASE YOKOHAMA Satellite
神奈川県横浜市中区山下町279番25 山下ふ頭内
2024年3月31日、GUNDAM FACTORY YOKOHAMAの終了とともに、本店も営業終了している

### 中国内地
THE GUNDAM BASE 上海正大店
上海市浦東新区陸家嘴西路168号 正大広場5階
THE GUNDAM BASE ららぽーと上海金橋店
上海市浦東新区新金橋路738号 4階
THE GUNDAM BASE 深圳益田假日広場店
深圳市南山区沙河街道深南大道9028号 益田假日广场B1-47B1 高达基地

### 台湾/台湾地域
THE GUNDAM BASE TAIWAN
10058台北市中正区市民大道三段2号6階 (SYNTREND 三創生活園区)

### タイ
THE GUNDAM BASE THAILAND
Siam Center, ROOM C158, 1st Floor 979 Rama 1 Road, Pathumwan Sub-District, Pathumwan District, Bangkok, 10330, THAILAND

### 韓国
THE GUNDAM BASE アイパークモール店
ソウル市 龍山区 韓江大路23ギル アイパークモール リビングパーク 6階 ガンダムベース
THE GUNDAM BASE COEX店
ソウル市 江南区 永東大路 513 コエクスモール G203号 ライブプラザ 地下2階　ガンダムベース
THE GUNDAM BASE 大田（テジョン）店
大田市 東区 東西大路 1695番ギル 30 東館2階 CGV大田ターミナル ガンダムベース
THE GUNDAM BASE 釜山西面（プサンソミョン）店
釜山市 釜山鎮区 中央大路672サムジョンタワー7階
THE GUNDAM BASE 大邱（テグ）店
大邱市 中区 東城路2ギル 95 ザ・楽ビル 4階 ガンダムベース
THE GUNDAM BASE 水原（スウォン）店
京畿道 水原市 八達区 梅山路1街 18 AKプラザ 水原店 5階 ガンダムベース
THE GUNDAM BASE 光州（クァンジュ）店
光州市 東区 忠壯路 4街 29-2 NC WAVE 8階 ガンダムベース
THE GUNDAM BASE センタム店
釜山市 海雲臺區 センタム南大路 35 センタムシティーモール 3階 ガンダムベース
THE GUNDAM BASE 蘆原（ノウォン）店
ソウル市 蘆原區 東一路1414 ロッテ百貨店 5階 ガンダムベース
THE GUNDAM BASE 高陽（コヤン）店
高陽市 德陽區 高陽大路 1955 スターフィールドコヤン店　2階　ガンダムベース

## YouTube配信
ガンダムベース東京の配信ブースより「THE GUNDAM BASE LIVE」と名付けられたライブ配信が行われている。2023年現在、以下の2番組が定期配信されている。
川口名人の週の半ばのすいようびはプラモデルを作ってリフレッシュしようよ！(すいプラ)
川口名人がガンプラ制作テクニックを共有、視聴者からの制作に関する質問も受け付けている
メインMC：川口名人
アシスタント：マイスターユウキ
教えて!ガンプラコンシェルジュ!!
一般販売、ガンダムベース限定で販売されるガンプラの最新情報を紹介する
MC：ガンプラコンシェルジュ マキ